# Radim (Boêmia Central)
Radim é uma comuna checa localizada na região da Boêmia Central, distrito de Kolín.